# Vilhelm av Sens

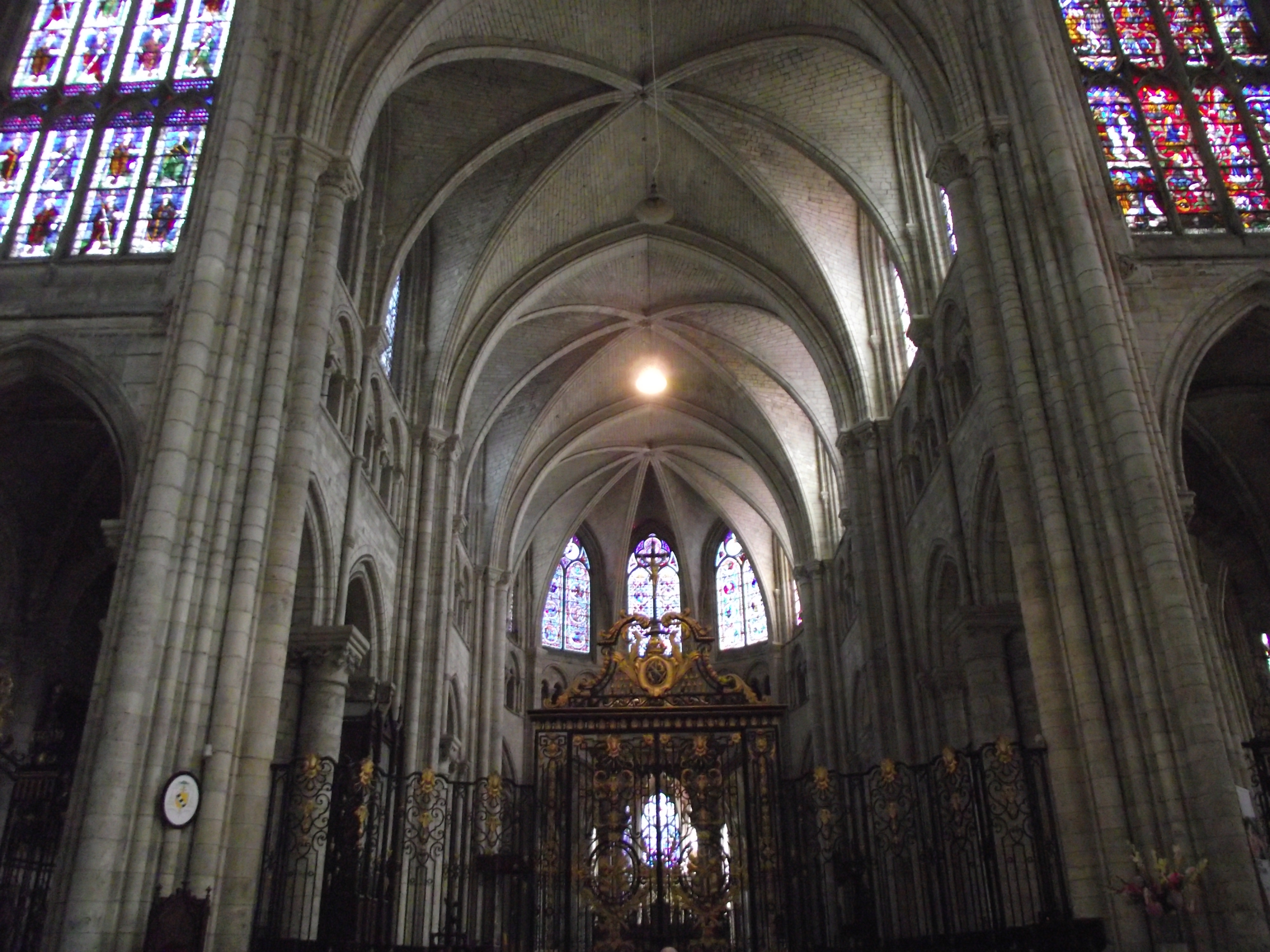
Katedralen Saint-Étienne i Sens, påbörjad omkring 1135.

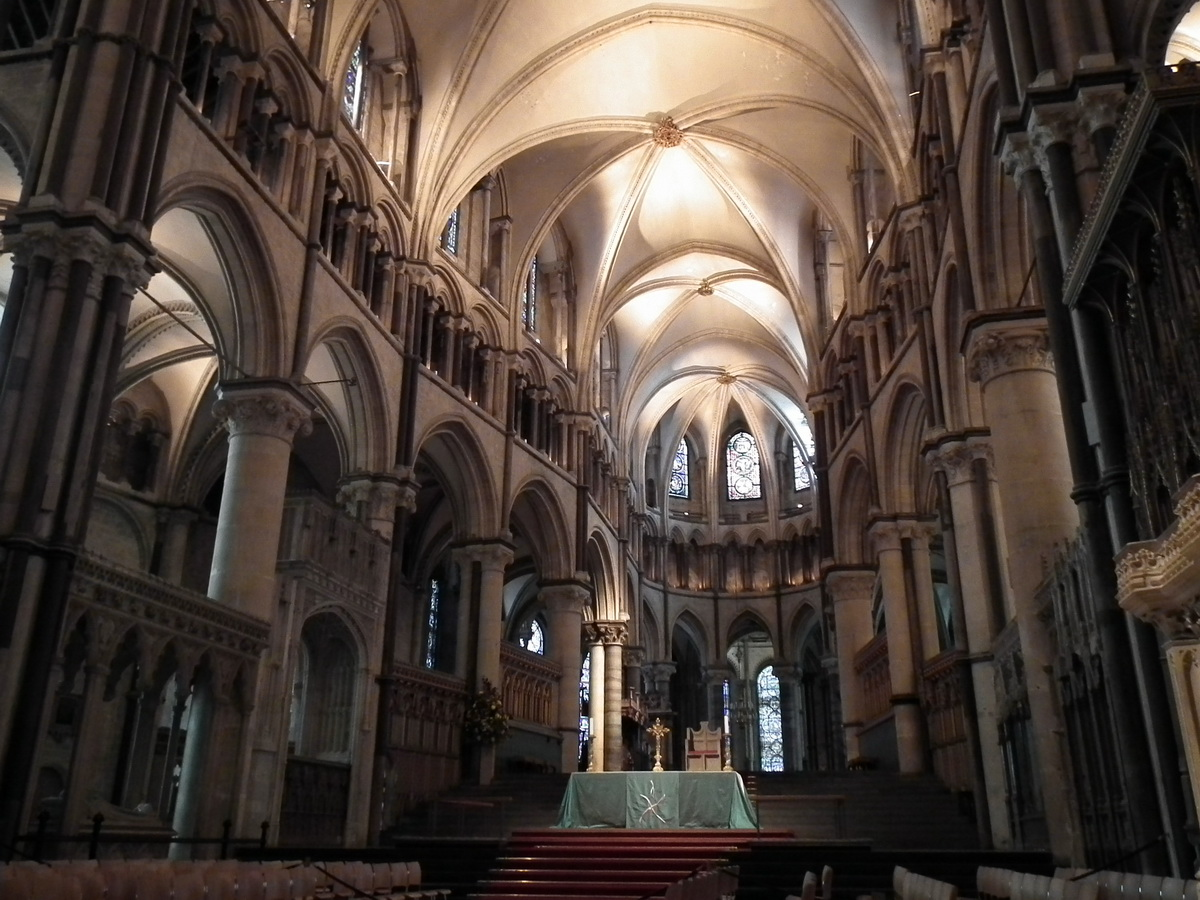
Katedralen i Canterbury, ombyggnad påbörjad omkring 1175.

Vilhelm av Sens (eng: William of Sens, fr: Guillaume De Sens), födelseår okänt, död 11 augusti 1180,  var en fransk murmästare och arkitekt verksam vid uppförandet av katedralen i Sens, norr om Paris, och katedralen i Canterbury  i England.
De personer som gjorde ritningarna till och ledde bygget av medeltidens katedraler är i dag anonyma. I efterlämnade dokument är de sällan omnämnda vid namn utan endast i sin yrkesroll; som en del i ett arbetslag vid bygget av Guds hus.  Namngivna var endast kyrkans representanter - biskopar och påvar. Men Vilhelm av Sens är känd och ihågkommen tack vare munken Gevase i Canterbury. Gevase bevittnade branden i Canterburykatedralens kor år 1174 och beskrev i en redogörelse branden och  återuppbyggandet under ledning av mästaren från Frankrike - Vilhelm av Sens. 
Vilhelm av Sens var välkänd under sin livstid och hade rykte om sig att vara en byggkonstens mästare. Vilhelm ledde runt 1160 bygget av katedralen Saint-Étienne i Sens, som var den första katedralen byggd i gotisk stil. Hans goda renommé förde honom 1175 till Cantebury där han ansvarade för ritningarna, konstruktionen och uppförandet av koret i katedralen. Vilhelm lät koret få en smäcker utformning och ett sexdelat kryssvalv. Han introducerade med sitt kor gotiken i England och hans arkitektoniska stil blev utgångspunkten för den så kallade engelska gotiken.
Under arbetet med katedralen i Cantebury föll Vilhelm från en hög byggnadsställning. Han återvände till Frankrike och  dog av sviterna av olyckan den 11 augusti 1180.